# J.H. Vennola
Juho Heikki Vennola, född Juho Heikki Karhu 19 juni 1872 i Uleåborg, död 3 december 1938 i Helsingfors, finländsk nationalekonom och politiker (Framstegspartiet), professor, Finlands statsminister 15 augusti 1919–15 mars 1920 och 9 april 1921–2 juni 1922. 
Vennola blev professor vid Helsingfors universitet 1908. Han valdes in i riksdagen 1919 och kom att fortsätta som riksdagsledamot till 1930. 1918–1919 var han biträdande finansminister och sedan handels- och industriminister 1919 innan han blev statsminister.
Vennola blev Finlands förste statsminister efter införandet av 1919 års regeringsform. Båda de regeringar som han ledde var minoritetskoalitioner mellan hans eget parti Framstegspartiet och Agrarförbundet (nuvarande Centern). Särskilt Framstegspartiet hade varit en ledande kraft i utformandet av den nya regeringsformen. Under hela 1920-talet skulle det visa sig mycket svårt att bilda majoritetsregeringar i Finland, de politiska motsättningarna mellan partierna var fortfarande alldeles för polariserade efter inbördeskriget och debatten om det självständiga Finlands statsskick.
I Kyösti Kallios första regering 1922–1924 var Vennola utrikesminister och i Pehr Evind Svinhufvuds andra regering 1930–1931 var han finansminister.
Vennola skrev vetenskapliga verk, som huvudsakligen kan föras till den historiska skolan inom nationalekonomin. Han skrev också böcker i mer allmänna politiska frågor. I Elantos förvaltningsråd fungerade han som ordförande mellan 1905 och 1917 innan ledningen övertogs av socialdemokraterna.

## Utmärkelser
- Sankt Annas orden, tredje klass,  1915[2]
- Kommendörstecknet av I klass av Finlands Vita Ros’ orden,  16 maj 1919[3]
- Storkorset av Finlands Vita Ros’ orden,  28 december 1920[4]
- Storkors av Dannebrogorden,  1923[2]
- Storkorset av Oranien-Nassauorden,  1924[2]
- Storkorset av isländska falkorden,  1 december 1924[5]
- Storkorsriddare av Italienska kronorden,  1925[2]
- Tre Stjärnors orden, första klass,  15 maj 1926[6]

[Redigera Wikidata]